# الجرذ البطل
الجرذ البطل (بالإنجليزية: HeroRats)‏ أحد مشاريع مكافحة الألغام في أفريقيا. يعود الفضل في تطويره للبلجيكي بارت فيتيينس. يتمتع الجرذ بأنف فائق الحساسية مما يؤهله للإضطلاع بهذه المهمة, كما أن وزنه الخفيف يعتبر عامل نجاح آخر. تكلف عملية تدريب جرذ للقيام بهذ المهمة ما يقارب 7770 دولار وتستمر لمدة سبعة أشهر وهي تعادل ثلث ما ينفق على الكلب لأجل ذات المهمة. ويتم تدريب تلك الجرذان على شم رائحة تي إن تي، والتي من خلالها يتم الوصول إلى الألغام الأرضية. ومن أمثلة نجاح الجرذ البطل هو ما حصل في موزمبيق حيث أن 30 جرذاً تمكنت من تمشيط ما مساحته مليون متر مربع في موزمبيق ونجحت في اكتشاف 400 لغم أرضي، وتجهيزات أخرى.